# 沃夫丘希
49°46′57″N 23°31′47″E / 49.78250°N 23.52972°E
沃夫丘希（烏克蘭語：Вовчухи），是烏克蘭的村落，隸屬利沃夫州利維夫區，始建於1428年，面積2.31平方公里，海拔高度262米，人口610，人口密度每平方公里323.38人。